# Fiona McFarlane
Fiona McFarlane (Sydney, 1978) è una scrittrice australiana.

## Biografia
Nata a Sydney nel 1978, si è laureata in inglese all'Università di Sydney e in letteratura statunitense a Cambridge e in seguito ha ottenuto un "Michener fellowship" all'Università del Texas ad Austin.
Nel 2013 ha esordito nella narrativa con il romanzo L'ospite notturno, storia della vedova in pensione Ruth e della sua lotta contro la demenza senile, ottenendo numerosi riconoscimenti tra i quali il Premio Dylan Thomas di 50000 sterline.
Nel 2016 ha pubblicato la raccolta di racconti The High Places e l'anno successivo il suo racconto Buttony ha vinto il Premio O. Henry.

## Opere

### Romanzi
- L'ospite notturno (The Night Guest, 2013), Torino, Einaudi, 2014 traduzione di Paola Brusasco ISBN 978-88-06-21602-3.
- The Sun Walks Down (2022)

### Raccolte di racconti
- The High Places (2016)
- Highway 13 (2023)

## Premi e riconoscimenti

### Vincitrice
- Voss Literary Prize: 2014 con L'ospite notturno[7]
- Premio Dylan Thomas: 2017 con L'ospite notturno
- Premio O. Henry: 2017 con il racconto Buttony
- Nita Kibble Literary Award: 2018 con L'ospite notturno[8]
- Premio The Story: 2024 con Highway 13[9]